# Le Démon de Laplace
Cet article concerne le film. Pour le concept, voir Démon de Laplace.
Pour plus de détails, voir Fiche technique et Distribution.
Le Démon de Laplace (titre original : Il demone di Laplace) est un film italien réalisé par Giordano Giulivi, sorti en 2017.
Il est présenté au festival FanTasia en 2017.

## Synopsis
La scène du film se déroule dans un manoir où le professeur Cornelius, un chercheur âgé a invité une équipe de scientifiques à participer à une expérience sur la théorie des probabilités. Le problème est de quantifier le nombre de morceaux d'un verre en chute libre, mais cela n'est qu'un prétexte car les invités ne seront que des pions participant à un jeu de hasard grandeur nature.

## Fiche technique
- Titre français : Le Démon de Laplace
- Titre original :italien : Il demone di Laplace
- Réalisation : Giordano Giulivi
- Scénario : Giordano Giulivi et Duccio Giulivi
- Direction artistique : Giordano Giulivi
- Photographie : Ferdinando D'Urbano
- Montage : Giordano Giulivi et Ferdinando D'Urbano
- Musique : Duccio Giulivi
- Pays d'origine : Italie
- Format : Noir et blanc - 35 mm
- Genre : thriller
- Durée : 105 minutes
- Date de sortie :
  -  Canada : 21 juillet 2017 (FanTasia)

## Distribution
- Silvano Bertolin : Karlheinz
- Ferdinando D'Urbano : Herbert
- Duccio Giulivi : Jim Bob
- Carlotta Mazzoncini : Sophia
- Simone Moscato : Alfred
- Walter Smorti : Isaac
- Simone Valeri : Bruno
- Alessandro Zonfrilli : Roy

## Distinctions

### Sélection
- FanTasia
- Utopiales 2017 : en compétition.
- L'Étrange Festival 2017 : en sélection Mondovision.